# Molochov

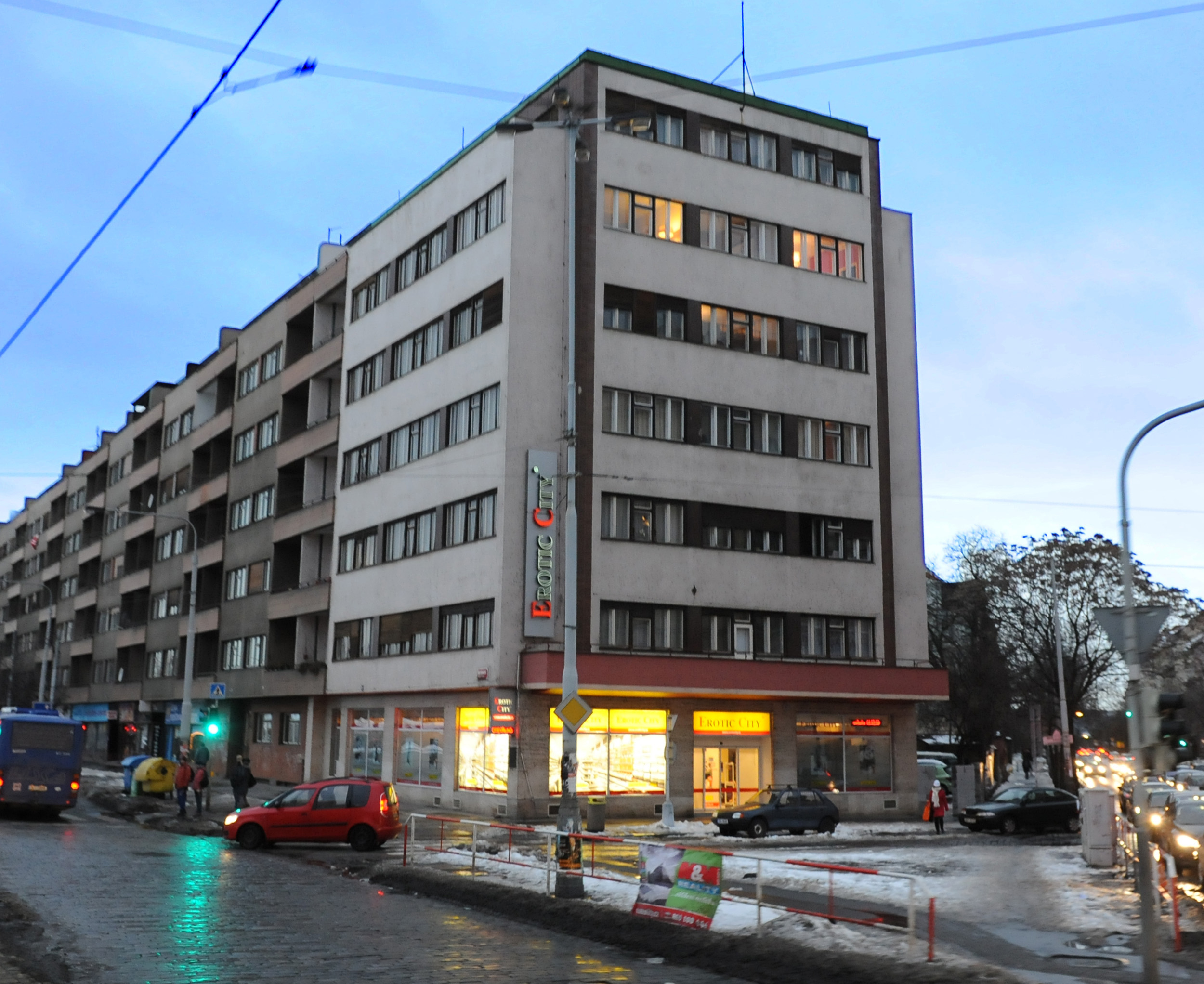
Molochov năm 2010

Ở Praha, Molochov là tên thường gọi của một tòa nhà có mặt tiền dài hướng về phía bắc Công viên Letná. Tòa nhà được xây dựng vào năm 1938, thiết kế theo chủ nghĩa chức năng. Tòa nhà được đặt tên theo tên của thần Moloch trong Kinh thánh do nó có một mặt tiền dài cùng với một kích thước "khổng lồ". Tòa nhà dài 252 m và cao đến 16,5 m. Tòa nhà nằm trên đường Milada Horáková. Tòa nhà là một khu phức hợp bao gồm mười bốn tòa nhà đơn vị nhỏ hơn có chung một mặt tiền duy nhất.
Tòa nhà được xây dựng từ năm 1936 đến năm 1938. Tham gia vào thiết kế tòa nhà có kiến trúc sư Josef Havlíček (người đã thiết kế một mặt tiền hợp nhất tòa nhà khác nhau), các nhà thiết kế Ernst Mühlstein, Victor Furth, František Votava, Leo Lauermann, anh em Otto Kohn  và Karel Kohn. Anh em nhà Kohn đã thiết kế đến bảy trong số mười bốn tòa nhà đơn vị. Anh em nhà Kohn sau đó đã chạy trốn khỏi Tiệp Khắc khi quốc gia này bị Đức Quốc xã chiếm đóng vào năm 1938 và không thể hoàn thành phần việc của mình, do đó nhà thiết kế Havlíček đã tiếp quản phần việc đó.
Nhưng cư dân đầu tiên sống tại tòa nhà là những người thuộc giới thượng lưu, những doanh nhân giàu có của đất nước. Sau khi Đức Quốc xã chiếm đóng, phần lớn trong số họ bị đưa đến các trại tập trung. Tòa nhà trở thành nơi ở cho các chức sắc Đức Quốc xã. Khi chính quyền Cộng sản cai trị, nơi đây trở thành nơi ở cho những người cầm quyền, như là Bộ trưởng Bộ Ngoại giao Bohuslav Chňoupek hay Bộ trưởng Bộ Giao thông vận tải Karel Hoffmann.
Năm 1964, tòa nhà được công nhận là một di tích lịch sử và vẫn được bảo tồn đến ngày nay.